# Golfito
Golfito est un canton (deuxième échelon administratif) costaricien de la province de Puntarenas au Costa Rica.

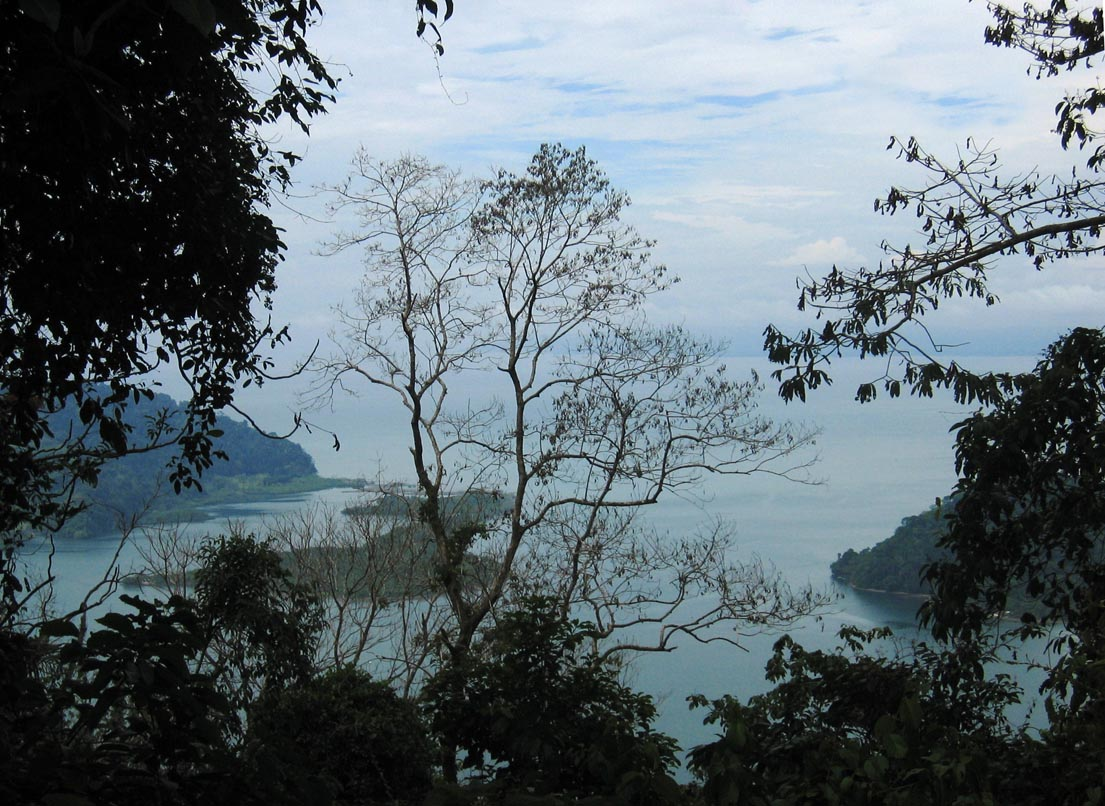
Baie de Golfito

## Communes et villages
- Puerto Jiménez